# Narcissus × caramulensis
Narcissus × caramulensis là một loài thực vật có hoa lai ghép trong họ Amaryllidaceae. Loài này được P.Ribeiro, Paiva & H.Freitas mô tả khoa học đầu tiên năm 2007.